# ニーマン・マーカス

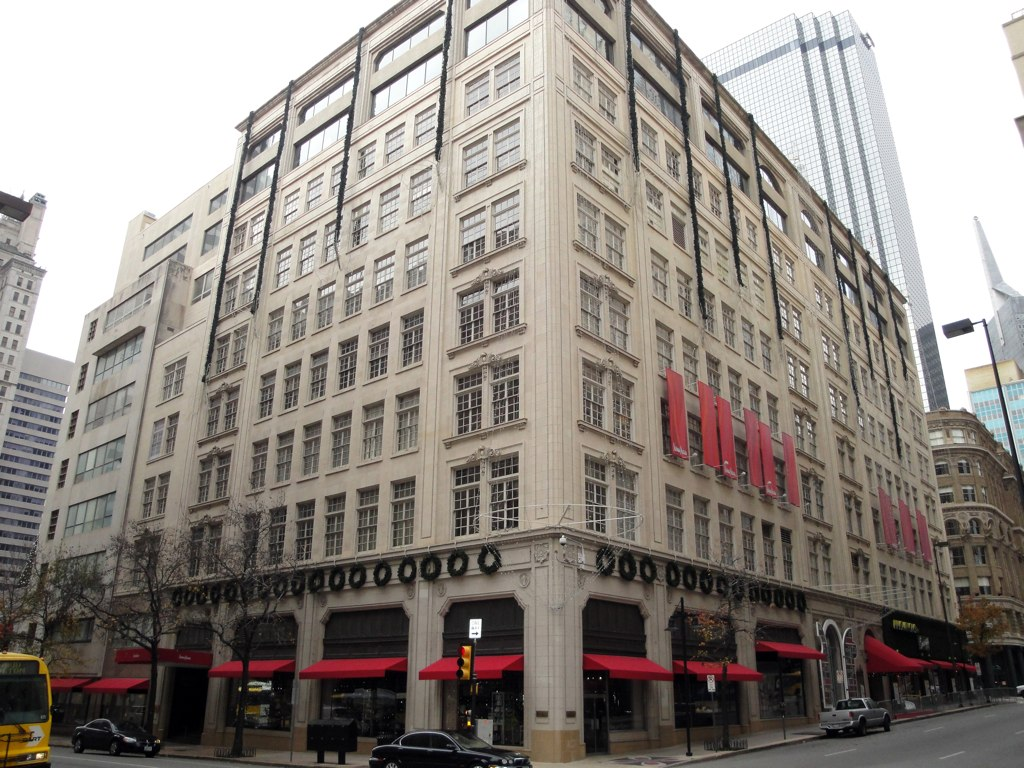
ニーマン・マーカス・ビルディング

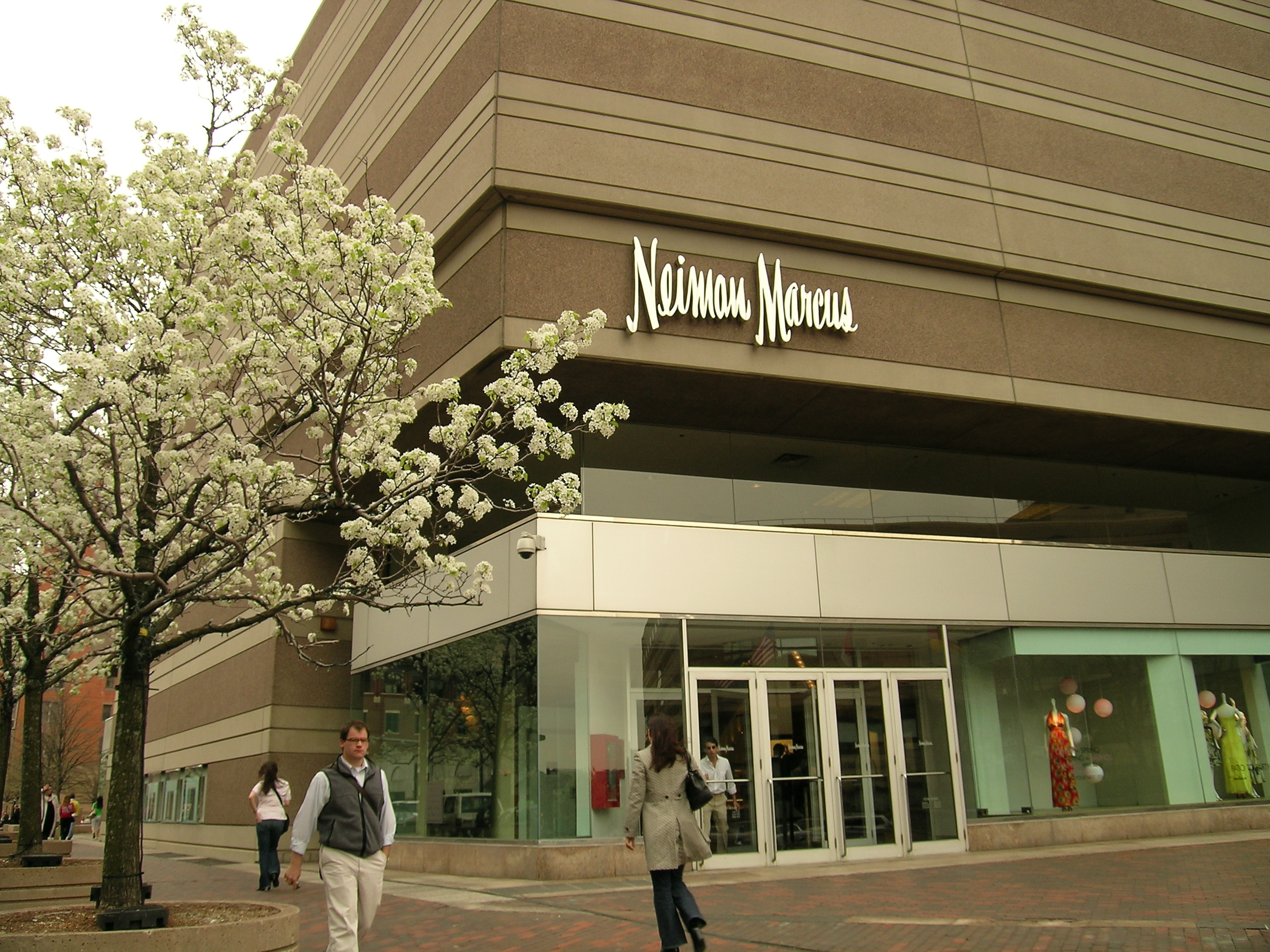
ニーマン·マーカスの郊外店舗

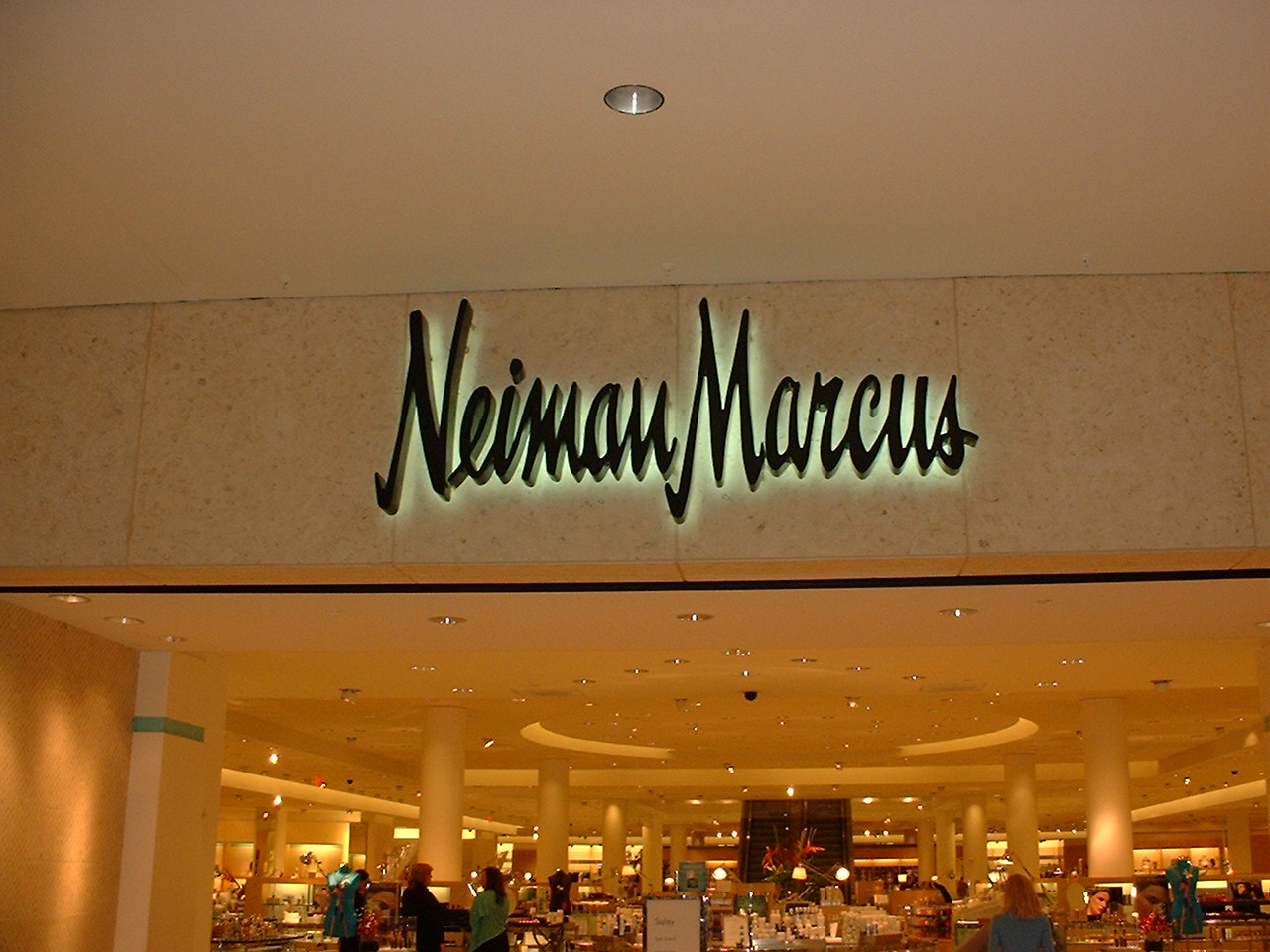
ニーマン·マーカスの店舗内

ニーマン・マーカス（Neiman Marcus）とは、アメリカ合衆国で店舗を展開している、ニーマン・マーカス・グループによって運営されている百貨店チェーン。高級用品を多く販売し、同じく国内で高級用品を販売する、サックス・フィフス・アベニュー と、激しい経営競争をしている。
ニューヨーク・マンハッタン・5番街の超高級百貨店、バーグドルフ・グッドマン（Bergdorf Goodman）も、ニーマン・マーカス・グループの経営である。

## 歴史
1907年創業。オイルマネーで沸くテキサス州ダラスを中心に最高級品を扱う百貨店として成長。
2019年3月、ニューヨーク初の店舗を再開発地区のハドソンヤードに出店。
しかし、ネット通販との競争で経営不振となり、2020年には新型コロナウイルスの流行のため全米43店舗を一時閉鎖し、従業員1万4000人を一時帰休にしていた。
2020年5月7日、連邦倒産法第11章の適用を連邦破産裁判所に申請し経営破綻。法的手続後も営業を継続するためのつなぎ融資「DIPファイナンス」を6億7500万ドル確保した。

## 限定車（Holiday Catalog Cars）
同デパートでは、特別仕様の高級車を限定販売することでも知られている。特にフォード・サンダーバードやレクサス・SC430及びIS Fは先行発売であった。
1970年 フォード・サンダーバード
1995年 BMW・Z3、ジェームス・ボンド仕様
1996年 GMC・サバーバン、ソニー仕様
1997年 アウディ・TT
1997年 ドゥカティ・748L
1998年 BMW・X5
1998年 アストンマーティン・DB7
2000年 レクサス・SC430
2001年 フォード・サンダーバード(200台)
2002年 キャデラック・XLR (101台)
2003年 BMW 645Ci
2004年 マセラティ・クアトロポルテ ($125,000)
2005年 レクサスGS450h (75台、$65,000)
2006年 BMW・M6カブリオレ (50台、$139,000)　
2007年 レクサス・IS F (50台、$68,000)